# Ursula Noack

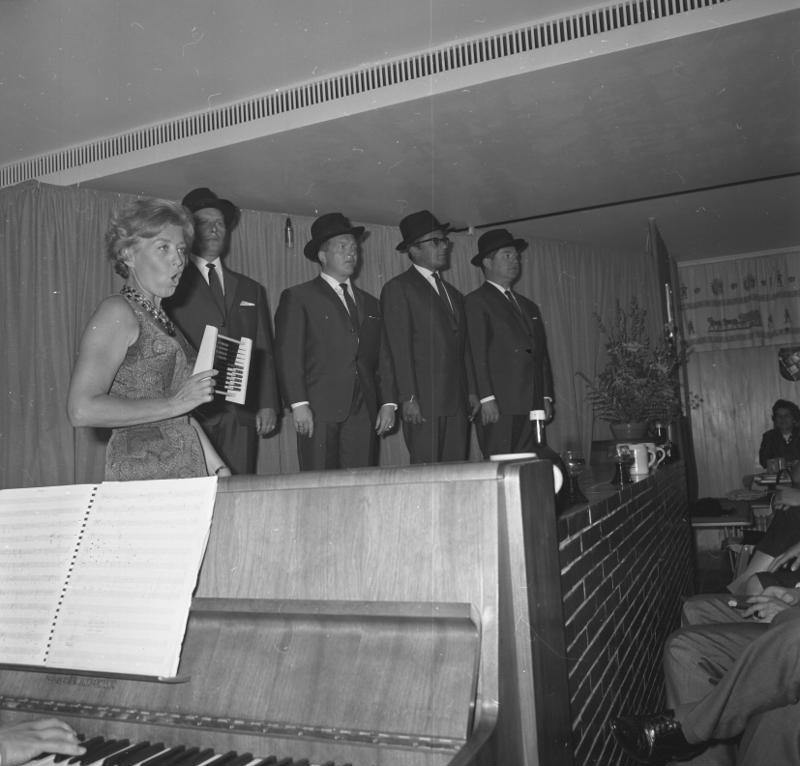
Ursula Noack en 1964 en el cabaret Münchner Lach- und Schießgesellschaft

Ursula Noack (7 de abril de 1918 - 13 de febrero de 1988) fue una artista de cabaret , actriz y cantante de nacionalidad alemana.

## Biografía
Nacida en Halle, Alemania, tras estudiar interpretación se inició como actriz teatral, y pasada la Segunda Guerra Mundial se hizo un nombre en Hamburgo y Bremen. También descubrió su amor por el cabaret, y en 1946 con textos de Erich Kästner actuaba en el muniqués Schaubühne, entre otros locales. Además. A partir de los años 1950 formó parte, junto a Hanne Wieder, Joachim Hackethal y Hans Jürgen Diedrich, de Die Amnestierten, en Kiel, que pronto se convirtió en un cabaret conocido en toda la República Federal de Alemania.
Los televidentes alemanes conocieron a Ursula Noack en la década de 1960 por formar parte de la compañía del Münchner Lach- und Schießgesellschaft. En 1958 se había asociado para actuar con Ursula Herking, Klaus Havenstein, Dieter Hildebrandt y Diedrich, formando parte del show Eine kleine Machtmusik, aunque ella no fue en gira  en el primer año. Sin embargo, posteriormente sustituyó a Herking.
En 1971 fue una de las firmantes de la explosiva confesión „Wir haben abgetrieben! (abortamos)“, publicada en la revista Stern.
En 1972 el grupo Lach- und Schießgesellschaft se separó, y Ursula Noack se retiró, principalmente por motivos de salud, a su vida privada. Vivió con su esposo, Walter Kabel, director musical de Leiter der Lach- und Schießgesellschaft, cerca de Múnich, y apareció raras veces en el escenario. 
Ursula Noack falleció en Múnich en 1988 a causa de un cáncer diagnosticado a mediados de la década. Fue enterrada en el Cementerio de Grasbrunn, cercano a Múnich.